# Gare de Shibata (Niigata)
La gare de Shibata (新発田駅, Shibata-eki) est une gare ferroviaire de la ville de Shibata, dans la préfecture de Niigata au Japon. Elle est exploitée par la compagnie JR East.

## Situation ferroviaire
La gare est située au point kilométrique (PK) 26,0 de la ligne principale Uetsu. Elle marque la fin de la ligne Hakushin.

## Histoire
La gare est inaugurée le 2 septembre 1912.

## Service des voyageurs

### Accueil
La gare dispose d'un bâtiment voyageurs, avec guichets, ouvert tous les jours.

### Desserte
- Ligne Hakushin :
  - voies 0 et 2 : direction Niigata
- Ligne principale Uetsu :
  - voie 1 : direction Murakami, Sakata et Akita
  - voie 3 : direction Niitsu